# Dear Diary, My Teen Angst Has a Body Count
Dear Diary, My Teen Angst Has a Body Count (traducido como Querido diario, mi angustia adolescente tiene un número de bajas) es el primer álbum LP lanzado por la banda californiana From First to Last. Se lanzó el 29 de junio de 2004, por Epitaph Records. El álbum se relanzó por Epitaph y Ada Records, en el año 2008.

## Producción y lanzamiento

### Producción
Junto al vocalista Phill Reardon, la banda comenzaría a grabar su primer álbum de estudio, llamado Dear Diary, a finales del año 2003, pero debido a la salida de este, la banda dejó de lado la grabación. From First to Last firmó con Epitaph Records, en diciembre del 2003.
Mientras que Matt Good fue vocalista principal, mientras que Rick Patterson ocupó su posición en vivo temporalmente, la banda buscaba un guitarrista de tiempo completo. En enero del 2004, Sonny Moore, de 15 años, fue contactado por Good en MySpace, este viajó a Valdosta, Georgia. Los miembros quedaron conformes con sus cualidades, además de tecladista. Por accidente, los miembros de la banda escucharon cantar a Sonny trozos de Featuring Some of Your Favorite Words, quedando sorprendidos por su cualidad vocal. Luego de ser escuchado por los productores Derrick Thomas, Eric Dale y Mchale Butler consiguió ser vocalista principal, y Good conservar su posición anterior. 
En febrero, Good creó las letras del álbum, junto a ayuda de Richter, en dos semanas, luego, el álbum se comenzó a grabar en los Wade Studios en Ocala, Florida, en febrero de 2004, producido por la banda y Lee Dyess.
El álbum fue rebautizado como Dear Diary, My Teen Angst Has a Body Count, inspirado en la comedia Heathers, de 1989, cuando Winona Ryder escribe en su diario de vida: Dear diary, my teen angst bullshit has a body count. Esa línea aparece en la canción Ride the Wings of Pestilence.

### Lanzamiento
Después de hacerse conocido el sencillo Ride the Wings of Pestilence. El 29 de junio de 2004, la banda lanzó su primer álbum, Dear Diary, My Teen Angst Has a Body Count. Posicionándose en el puesto #12 (Top Heatseekers) y el #21 (Top Independent Albums)
El álbum llegó a manos de los seguidores, siendo destacados en la tendencia emo. A su vez, la banda participó en el Warped Tour del 2004 y el "Dead by Dawn", con Emanuel, Halifax y He is Legend, en mayo y junio del 2005.
Populace in Two fue utilizado para la banda sonora del videojuego Burnout 3: Takedown.

### Remasterización
Tiempo después, Beau Burchell (guitarrista de Saosin), masterizó The One Armed Boxer vs The Flying Guillotine y Secrets Don't Make Friends, Note to Self, Ride the Wings of Pestilence y Emily, aunque no se indica en algún crédito o en el CD. Después de eso, surgieron bastantes controversias en ambas bandas.

## Listado de temas
| N.º | Título                                                     | Duración |  |
| 1.  | «Soliloquy»                                                | 0:25     |  |
| 2.  | «The One Armed Boxer vs. the Flying Guillotine»            | 3:18     |  |
| 3.  | «Note to Self»                                             | 3:59     |  |
| 4.  | «I Liked You Better Before You Were Naked on the Internet» | 1:54     |  |
| 5.  | «Featuring Some of Your Favorite Words»                    | 4:01     |  |
| 6.  | «Emily»                                                    | 2:39     |  |
| 7.  | «Secrets Don't Make Friends»                               | 4:01     |  |
| 8.  | «Populace in Two»                                          | 3:59     |  |
| 9.  | «Kiss Me, I'm Contagious»                                  | 3:22     |  |
| 10. | «Minuet»                                                   | 1:02     |  |
| 11. | «Ride the Wings of Pestilence»                             | 3:45     |  |
| 12. | «Dead Baby Kickball»                                       | 5:16     |  |

B-Sides
1. "Failure by Designer Jeans" – 3:06

## Crítica
El álbum recibió una crítica, la de Allmusic, el crítico Johnny Loftus le dio tres estrellas al álbum, favorablemente. Destacó las densas lírica, diferente al post-hardcore normal, destacando The One Armed Boxer vs. The Flying Guillotine, por las exactas guitarras y los tiempos cambiantes. Note to Self también incorpora el ritmo de metale e intensas notas de bajo. Sin embargo, comparando las introducciones de sintetizadores con Blink-182, al igual que denominar a la banda como post-hardcore melancólico, de mano de un vicioso screamo, más bien, emo. Al igual que la balada acústica Emily, ya que en su letra dice Cause there's no one in the world like Emily y en Populace in Two un muchacho escucha Morrisey en su auto, decidiendo si la auto-compasión es mejor que una relación torturosa. El título del álbum implica una punción de la fórmula misma. Kiss Me, I´m contagious persigue a diario con lágrimas letras seguro de sí mismo, el tartamudeo, percusión y voz prima doble. Mientras que Ride the Wings of Pestilence, a pesar de su título de peso innecesario, es una explosión de grandes ideas que demuestra el potencial de From First to Last de molde abierto de ancho. Más rock, menos schlock!.

## Posicionamiento
| Listas (2004)          | Posición máxima |
| ---------------------- | --------------- |
| Top Heatseekers        | 12              |
| Top Independent Albums | 21              |

## Personal
| FFTL - Sonny Moore - voces, teclados, sintetizadores, programación, guitarra adicional - Matt Good - guitarra rítmica, voces - Travis Richter - guitarra principal, voces - Jon Weisberg - bajo, voces - Derek Bloom - batería, percusión, coros Músicos adicionales - Major League Player - voces (pista 12) | Producción - From First to Last - producción - Lee Dyess - producción, masterización, mezcla - Beau Burchell - producción, masterización, mezcla (remasterización) - Brian Gardner - masterización - Nick Pritchard - diseño del álbum - Adam Krause - fotografía - Cody Nierstadt - diseño |